# Diego Menghi
Diego Sebastián Menghi (Justiniano Posse, 17 maggio 1985) è un ex calciatore argentino, di ruolo difensore.

## Caratteristiche tecniche
È un difensore centrale.

## Carriera
Cresciuto nel settore giovanile del Racing Club, ha trascorso la maggior parte della sua carriera in Messico con le maglie di Correcaminos UAT, Oaxaca e Tampico Madero. Ha giocato anche in Cile, Venezuela e Paraguay.